# Olszanka (gmina Łopiennik Górny)
Olszanka – wieś w Polsce położona w województwie lubelskim, w powiecie krasnostawskim, w gminie Łopiennik Górny.
| SIMC    | Nazwa     | Rodzaj    |
| ------- | --------- | --------- |
| 0105377 | Nowa Wieś | część wsi |

W latach 1975–1998 miejscowość należała administracyjnie do województwa chełmskiego.

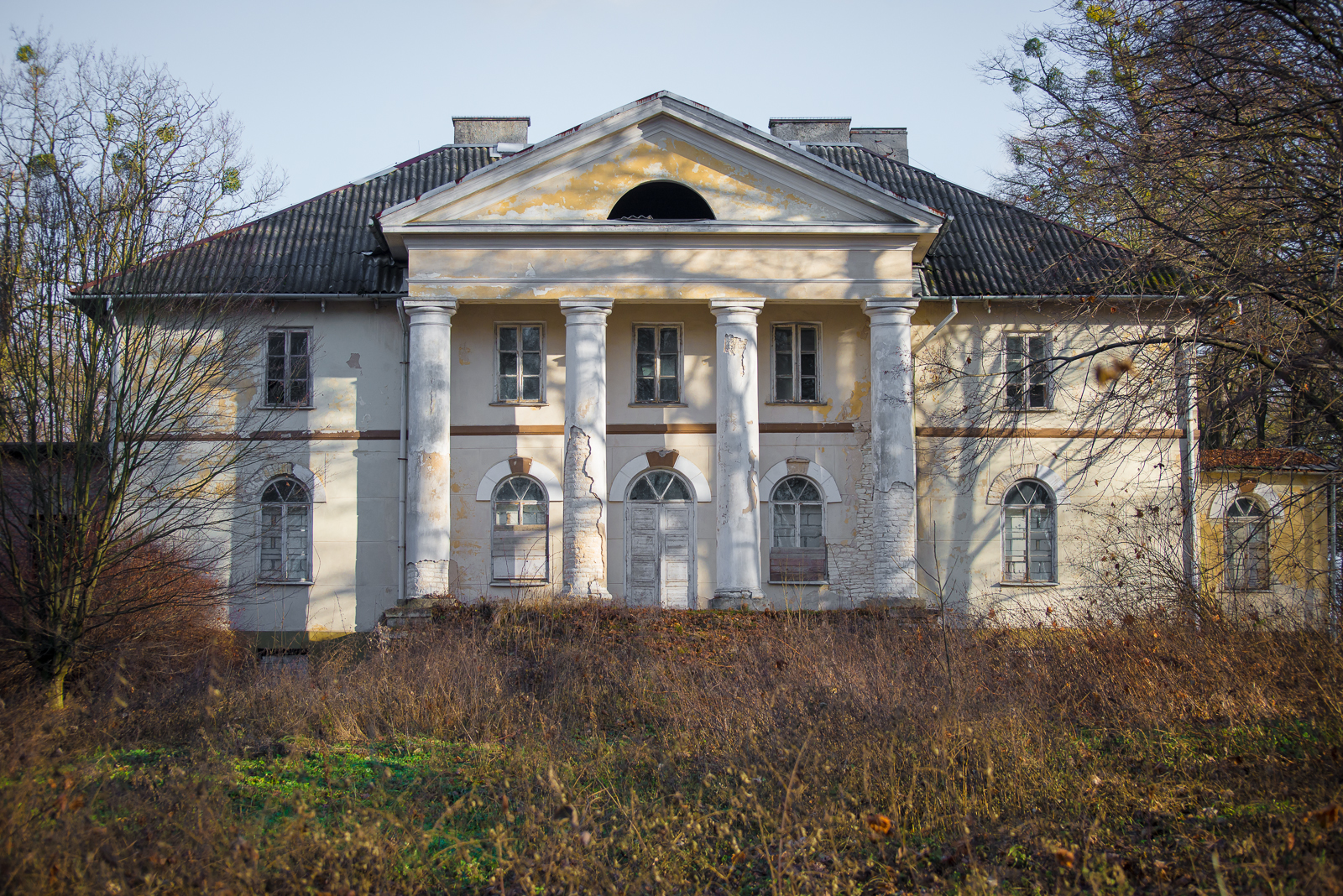
Pałac z początku XIX wieku

Wieś stanowi sołectwo gminy Łopiennik Górny. Według Narodowego Spisu Powszechnego (III 2011 r.) wieś liczyła 454 mieszkańców.
Wierni Kościoła rzymskokatolickiego należą do parafii św. Bartłomieja w Łopienniku.

## Historia
Olszanka w wieku XIX to folwark nad rzeczką Łopa w powiecie krasnostawskim ówczesnej gminie i parafii Łopiennik, odległy 12 wiorst od Krasnegostawu.
W 1885 r. wraz z attynencją Leśniczówka posiadał rozległość mórg 914 (...). Folwark ten w roku 1879 oddzielony został od dóbr Krzywe.

## Zabytki
- Neoklasycystyczny pałac z II połowy XIX wieku wpisany do rejestru zabytków województwa lubelskiego pod numerem A/60/402/ z 17.04.1969; A/151/57 z 17.07.1990.